# Salacia glomerata
Salacia glomerata là một loài thực vật có hoa trong họ Dây gối. Loài này được (Mart. ex Schult.) G. Don miêu tả khoa học đầu tiên năm 1831.